# محمود أباد (برخوار الشرقي)
محمود أباد (بالفارسية: محمودآباد) هي قرية تقع في إيران في قسم برخوار الشرقي الريفي.